# Бункер Крися

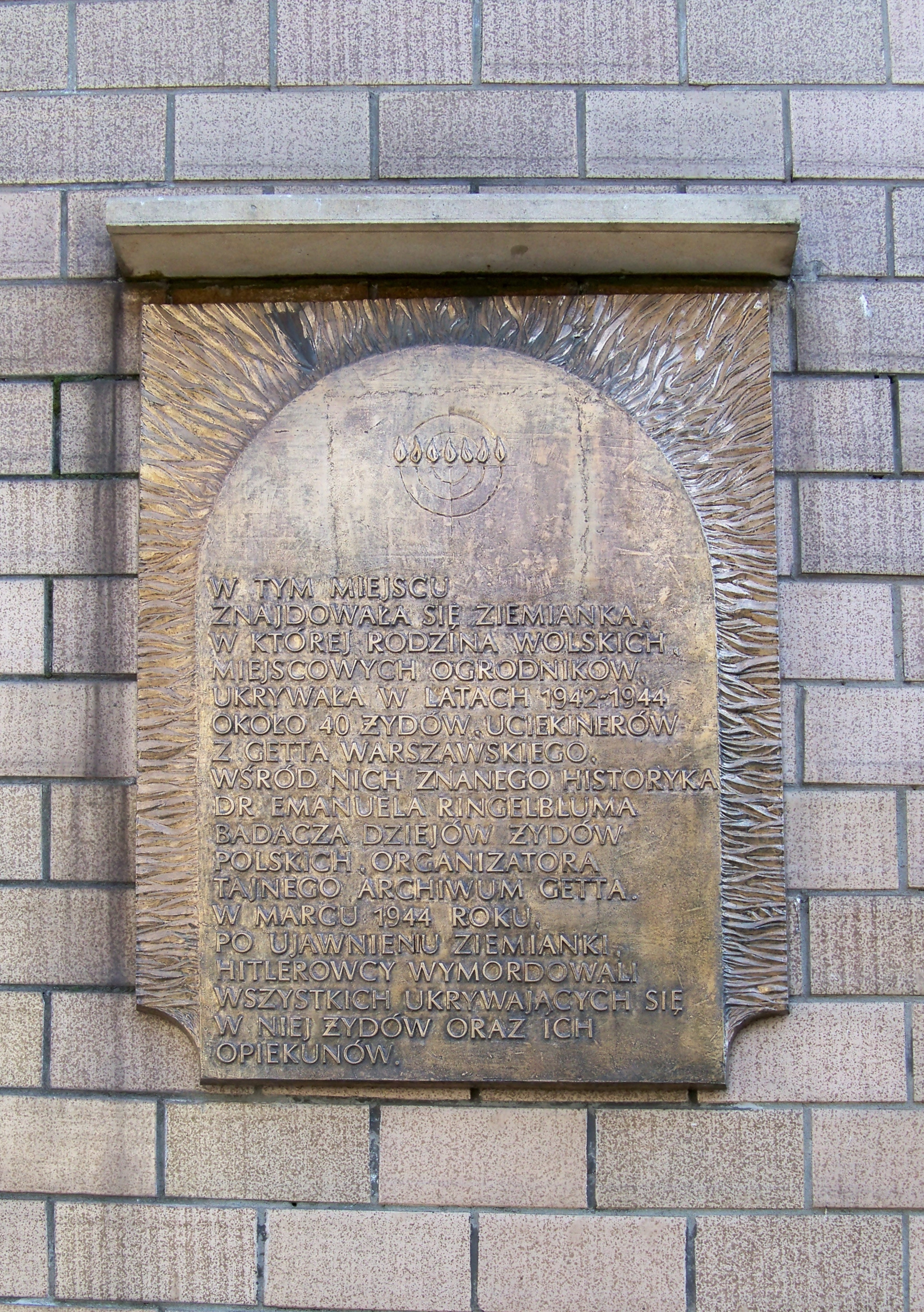
Меморіальна таблиця на вулиці Ґруєцькій, 77 на честь мешканців та опікунів бункеру

Бу́нкер «Кри́ся» (пол. Bunkier „Krysia”) — назва підземного сховища по вулиці Ґруєцькій у Варшаві, в якому під час німецької окупації переховувалося кілька десятків євреїв. «Крися», ймовірно, була найбільшою єврейською криївкою «з арійського боку» окупованої Варшави. Серед інших, там переховувався історик Емануель Рінґельблюм разом із сином та дружиною. В березні 1944 року схованка була викрита гестапо, а євреї, що в ній переховувалися, були страчені. Така ж доля спіткала й поляків, що опікувались бункером.

## Поява бункеру
Бункер «Крися» був утворений на земельній ділянці по вулиці Ґруєцькій, 81 на варшавській Охоті (окремі джерела вказують адресу Ґруєцька, 84), яка належала польському садівникові Мечиславові Вольському. Сад Вольських був площею понад гектар і займав замкнутий терен між вулицями Ґруєцькою, Вольней Вшехніци та східною частиною Опачевської (тепер Банаха ). На цій території знаходилась теплиця та двоповерховий будинок, в якому Мечислав Вольський проживав із матір'ю Малґожатою, сестрами Галіною та Вандою та племінником Янушем Висоцьким.
В окремих джерелах, зокрема в передмовах і коментарях до праць Емануеля Рінґельблюма, виданих у 80-х роках, міститься хибна інформація про те, що нібито сховок був збудований на ділянці, що належала Владиславові Марчакові та його родині. Ця помилка поширилась внаслідок того, що Рінґельблюм, пишучи про Вольських, використовував псевдонім «Родина М.», намагаючись у такий спосіб захистити їх у випадку, якби його нотатки потрапили в руки нацистів. Після війни Адольф Берман хибно розшифрував цей псевдонім і приписав його родині Марчаків, якої ніколи не існувало. Можливо, Берман переплутав Мечислава Вольського з Людоміром Марчаком — варшавським композитором та соціалістичним діячем, який протягом певного часу переховував кільканадцять євреїв у схованці на вулиці Швєнтоєрській і за це був страчений німцями.
У 1942 році Галіна Вольська за згодою матері привела на Ґруєцьку єврейську дівчину на ім'я Віська (швачку за фахом). Вона переховувалась в будинку Вольських, які ставились до неї, як до члена родини. Ймовірно, ця допомога убогій єврейській дівчині та зв'язки Мечислава з Польською соціалістичною партією стали причиною того, що діячі Єврейської суспільної самодопомоги, яка працювала у Варшавському гетто, запропонували Вольським влаштувати підземну криївку на їх ділянці.
Після близько місячного перебування на Ґруєцькій Віська перейшла до гетто, звідки повернулася за кілька днів. Через тиждень знову пішла в гетто, і цього разу із Мечиславом Вольським. Через два дні вони обоє повернулися на Ґруєцьку з готовим планом побудови криївки для втікачів. Майже одразу розпочалося будівництво підземного сховища, на якому працювали кілька молодих євреїв, яких спеціально для цього переправили на «арійський бік» Варшави. До того, як бункер був готовий, перша група євреїв переховувалась Вольськими в підвалі дому. Жартівливу назву «Крися» (яка походить від слова «криївка») землянці надали її мешканці.

## Опікуни та мешканці «Крисі»
У 1942—1944 роках у бункері «Крися» переховувалися десять єврейських родин (близько 40 осіб) — переважно добре забезпечених або тих, які походили з середовища інтелігенції. Серед мешканців «Крисі» переважали подружні пари молодого або середнього віку, але були там і старі та діти. В сховищі, зокрема, перебували адвокат Тадеуш Клінґер, пекар Ґіттер, реставратор Равіч та доктор Цендровіч. Однак найвідомішим мешканцем «Крисі» був історик Емануель Рінґельблюм, який переховувався тут разом із дружиною Юдитою та сином Урі. За час перебування в криївці Рінґельблюм написав кілька робіт на тему долі євреїв у окупованій Польщі, в тому числі своє широковідоме есе про польсько-єврейські стосунки під час Другої світової війни. Мешканці «Крисі» вибрали серед себе комітет, який розподіляв чергування при стеженні за входом, прибиранні чи винесенні сміття. Неформальним керівником спільноти вважався «Боровський» (його справжнє прізвище невідоме), який займався збором коштів та слідкував за дотриманням прийнятих правил безпеки та співмешкання. Адольф Берман, представник Національного єврейського комітету, підтримував контакт із Рінґельблюмом та іншими членами групи.
Переховування євреїв у бункері «Крися» була найбільшою з подібних операцій в окупованій Варшаві. Витрати на утримання схованки та її мешканців частково покривалися конспіративною Радою допомоги євреям, а частково за гроші, які євреї, що тут переховувалися, передавали родині Вольських. Кожен єврей, аби потрапити до «Крисі», мав спершу заплатити 10 тисяч злотих та бути готовим до сплати регулярних внесків, призначених на покриття вартості продуктів та інші витрати. Тим не менш, всі наявні джерела підкреслюють чесність та надійність Вольських. Аби уникнути підозр, які могли б викликати закупки великої кількості харчів, вони навіть відкрили невеликий продуктовий магазин.
Сховком та його мешканцями опікувалась уся родина Вольських. «Мозком» операції з порятунку був 32-річний (в окремих джерелах подається вік 37 років) Мечислав Вольський, який відповідав за постачання і за безпеку бункеру, а також підтримував контакт із польським та єврейським рухом опору. У своєму есе про польсько-єврейські стосунки під час Другої світової війни доктор Рінґельблюм присвятив Вольському багато теплих слів (у його записках садівник фігурує під псевдонімом «Владислав М»). Рінґельблюм описав його як «хлопа з фантазією, доброго і до випивки, і до бійки», який любить «ризик та азарт задля самого азарту». Він підкреслював, що Вольський був «душею й тілом відданий своїй найдорожчій коханці, пані „Крисі“». Орна Яґур пригадувала, що Вольський часто відвідував бункер, приносив його мешканцям новини зі світу та намагався підтримати їх настрій.
Племінник Вольського, підліток Януш Висоцький (в записах Рінґельблюма фігурував під псевдонімом «Пан Маріуш»), виконував вартову службу біля криївки та остерігав євреїв, що переховувалися, коли неподалік з'являлися небажані особи. У випадку небезпеки він починав свистіти перші такти популярного шлягеру, на що в бункері реагували командою «ховатись» (пол. kryć się); із часом її замінило слово «Крися». Висоцький також виносив з криївки сміття та нечистоти, зазвичай з допомогою єврейського хлопця на ім'я Шимек, який мешкав у бункері. Януш Висоцький був сином Стефанії Вольської-Висоцької, сьомої дитини Малґожати Вольської та її померлого перед війною чоловіка. Під час окупації Стефанія Вольська-Висоцька мешкала в Криниці.
Ванда Вольська опікувалася запасами провізії та інших речей, а також допомагала Янушеві викидати сміття та виливати помиї. Галіна Вольська вела листування та закуповувала товари. До допомоги євреям в «Крисі» були залучені й інші члени родини Вольських: 65-річна Малґожата (найстарша в родині) та інші її доньки — Леокадія Боровякова, Євгенія Варноцька та Марія («Марина») Чекаєвська. Малґожата намагалась підтримувати настрій втікачів та допомагати їм доброю порадою. Вона також докладала зусиль, аби встановити контакт з їх зниклими (або ж такими, які переховувалися в інших місцях) родичами. Рінґельблюм писав, що Мечислав Вольський був мозком «Крисі», Януш Висоцький її очима, а Малґожата Вольська — серцем. Леокадія керувала вищезгаданим продуктовим магазином, а Євгенія допомагала Галіні у вирішенні поточних справ. Марія, професійна медсестра, в разі потреби надавала євреям, що перебували в сховищі, необхідну медичну допомогу.

## Умови життя в сховищі
Бункер було викопано під невеликою теплицею, розташованою на ділянці Вольських. Криївка розміщувалася у віддаленому куті саду. З боку вулиці Ґруєцької теплицю приховував мур, який відгороджував сад від маленької ділянки № 79. Одна зі стін сховища опиралася на фундамент офіцини будинку по вулиці Ґруєцькій, 77, де знаходилася непрацююча фабрика косметичних засобів французької фірми «Piver».
«Крися» мала форму прямокутника зі сторонами 7 на 5 метрів і площею 28 квадратних метрів та повторювала форму теплиці на поверхні. Вздовж обох стін були ряди нар, де могли поміститися 34 особи (ще чотири втікачі спали на розкладних ліжках на підлозі). Поміж нарами стояв ряд з'єднаних дерев'яних столів та довгих лавок. Освітлювальну функцію виконували дві карбідові лампи. За перегородкою на лівому кінці сховку була невеличка кухня. Дим виходив трубою через вибитий в стелі отвір. Орна Яґур згадувала, що інший кінець труби для маскування був схований в густих заростях рослин, а інші джерела пишуть, що пічка була приєднана до недіючого комину сусіднього приміщення фабрики «Piver». Як туалет використовувалося закрите заслоною відро. До сховища навіть була прокладена труба з проточною водою.
Порівняно з іншими єврейськими криївками у Варшаві умови, які були в «Крисі», могли навіть вважатися комфортними. Однак, життя в підземному сховищі поєднувалося із низкою складнощів. У ньому панувала задуха та постійно висока температура, заважали клопи. Протягом дня мешканці мусили дотримуватися абсолютної тиші, аби не привернути увагу робітників, що працювали в саду. Відкривання люку та впускання свіжого повітря було можливе лише вночі. Перебування в завжди замкненому приміщенні, в умовах постійної загрози та в оточенні тієї самої малої групи осіб неминуче породжувало психологічні проблеми та взаємні сварки. Орна Яґур згадувала, що часто погану атмосферу спричиняв безапеляційний та конфліктний характер «Боровського». Протягом перебування в сховищі 13-літня дівчинка на ім'я Бася скоїла самогубство. Вольський з племінником поховали її тіло в саду.
Криївці кілька разів загрожувала деконспірація. Одного разу до дому Вольських прийшов агент Гестапо, запитуючи, чи переховують вони євреїв. Тоді Мечиславові вдалося спростувати його підозри. Пізніше один із працівників саду почав копати глину в місці, де знаходилась могила Басі. Найнебезпечніша ситуація сталася тоді, коли один із євреїв забув закрити вхідний люк, внаслідок чого робітниця-полька почула людські голоси, що лунали з-під землі. Перелякана жінка почала розповідати, що в теплиці Вольських мешкають привиди. Вольський під приводом збирання грибів запросив тоді до теплиці функціонера польської гранатової поліції, завдяки чому плітки на певний час припинилися.

## Деконспірація «Крисі»
7 березня 1944 року до саду Вольських увірвалися німці та гранатові поліцаї з 23-го комісаріату. Фактично зразу вони відшукали під теплицею замасковане сховище, з якого витягли 38 євреїв. Жорстоко побитий Вольський зумів переконати німців, що його мати та сестри нічого не знали про криївку в саду. Проте він був не в змозі врятувати племінника, якого німці витягли зі сховку разом із євреями. Ще на вулиці Ґруєцькій за допомогою ціаніду калію один із мешканців «Крисі», адвокат Тадеуш Клінґер, здійснив самогубство. Порожній сховок німці закидали гранатами. Схоплених євреїв (серед них і Рінґельблюма з дружиною та сином), а також Мечислава Вольського та Януша Висоцького забрали до в'язниці на Павяку. В папері, переказаному пізніше конспіративною організацією з Павяка, була інформація, що в групі осіб, яку привезли зі схованки на Ґруєцькій, було 16 чоловіків та 24 жінки. Найімовірніше, через три дні їх усіх розстріляли на руїнах Варшавського гетто.
Під час німецької операції була також заарештована Галіна Вольська-Міхалецька, однак її за два дні випустили на свободу (частина джерел містить інформацію, що заарештованою сестрою Вольського була не Галіна, а Марія Чекаєвська). Рухоме майно Вольських та їх підопічних було конфісковане (у звітах, підготовлених співробітниками гранатової поліції, які співпрацювали з підпіллям, пишеться, що 7 березня в «Крисі» було знайдено хутро, ювелірні вироби та чотири кілограми золота). Частину одягу, яку німці проігнорували, розібрали собі мешканці довколишніх будинків. Протягом трьох наступних днів за територією ділянки наглядали співробітники гранатової поліції. Члени родини, які врятувалися, зустрілися з остракізмом з боку своїх сусідів. З усіх мешканців «Крисі» вижила тільки Орна Яґур (Ірена Ґродзіньська) та її чоловік Юзеф, які виселилися з бункеру за кілька місяців перед його викриттям.
В польських історичних працях зазвичай вказується, що гестапо вийшло на цю криївку завдяки доносові 18-річного поляка, Яна Лакіньського (відомого на Охоті шмальцовніка та інформатора). 24 лютого 1944 року ліквідаційна група під керівництвом Станіслава Сенковського (псевдо Міхал) застрелила Лакіньського перед воротами дому на вулиці Плуга, 1/3, де той мешкав. Таким способом було виконано вирок смертної кари, до якого Лакіньського засудив спеціальний суд Варшавського округу АК (частина авторів припускає, що екзекуція Лакіньського відбулася незабаром після деконспірації «Крисі»). Однак, три незалежні джерела, до яких дістався американський історик Самуель Д. Кассоу (англ. Samuel D. Kassow), стверджували, що криївку німцям видала колишня дівчина Вольського на знак помсти за розірвання стосунків. Кассоу зазначає, що спогади про зраджену кохану Вольського і донос Лакіньського не є взаємовиключними. Дівчина могла повідомити про криївку відомому інформаторові, а він потім міг переказати цю інформацію Гестапо.
Ліквідація «Крисі», ймовірно, була елементом обширної операції, спрямованої проти єврейських криївок з «арійського боку» Варшави. Ця операція була проведена в перші місяці 1944 року німецькими службами безпеки за підтримки спеціального підрозділу підпорядкованої окупантам Польської кримінальної поліції (Polnische Kriminalpolizei). В «акції» по вулиці Ґруєцькій мав особисто брати участь шеф цього підрозділу, унтерштурмфюрер СС Вернер Балгаус (Werner Balhause) та багато його підлеглих. Згаданий раніше Ян Лакіньський був одним із секретних співробітників відділу Балгауса. Деконспірація криївки була визнана німецькою владою значним досягненням. Ще в той же день був поданий запит на призначення грошових премій п'ятнадцятьом працівникам Кримінальної поліції.

## Вшанування пам'яті
27 квітня 1990 року на стіні житлового будинку, збудованого на місті колишньої ділянки Вольських (за сучасною нумерацією — вулиця Ґруєцька, 77) встановлено меморіальну таблицю за проектом Марка Модерау, яка покликана вшанувати пам'ять мешканців «Крисі» та їх польських опікунів. На таблиці розміщено напис:
| На цьому місці знаходилася землянка, в якій родина Вольських, місцевих садівників, переховувала у 1942-1944 роках близько 40 євреїв, утікачів із Варшавського гетто. Серед них був і відомий історик, доктор Емануель Рінґельблюм, дослідник історії польських євреїв, організатор таємного Архіву гетто. В березні 1944 року після викриття землянки гітлерівці стратили всіх євреїв, які в ній переховувалися, та їх опікунів. Оригінальний текст (пол.) W tym miejscu znajdowała się ziemianka, w której rodzina Wolskich, miejscowych ogrodników, ukrywała w latach 1942-1944 około 40 Żydów, uciekinierów z Getta Warszawskiego. Wśród nich znanego historyka dr. Emanuela Ringelbluma, badacza dziejów Żydów Polskich, organizatora tajnego Archiwum Getta. W marcu 1944 r. po ujawnieniu ziemianki hitlerowcy wymordowali wszystkich ukrywających się w niej Żydów oraz ich opiekunów[42]. |
4 червня 1989 року п'ятеро членів родини Вольських — Мечислав Вольський, Малґожата Вольська, Галіна Вольська-Міхалецька, Ванда Вольська-Шандурська та Януш Висоцький отримали медалі Праведників народів світу.
Долі мешканців та опікунів криївки по вулиці Ґруєцькій pj, hf;tyj в документальному фільмі 1990 року «Крися» (пол. «Krysia»), за сценарієм та під режисурою Віктора Скшинецького (пол. Wiktor Skrzynecki).